# Hookeriopsis stenodictyon
Hookeriopsis stenodictyon là một loài Rêu trong họ Hookeriaceae. Loài này được Sehnem mô tả khoa học đầu tiên năm 1979.